# Bubry
Bubry (bret. Bubri) – miejscowość i gmina we Francji, w regionie Bretania, w departamencie Morbihan.
Według danych na rok 1990 gminę zamieszkiwało 2445 osób, a gęstość zaludnienia wynosiła 35 osób/km² (wśród 1269 gmin Bretanii Bubry plasuje się na 241. miejscu pod względem liczby ludności, natomiast pod względem powierzchni na miejscu 23.).